# Timmi Johansen
Timmi Hvidtfeldt Johansen (født 8. maj 1987 i Rødovre) er en dansk tidligere fodboldspiller. Han har spillet 12 kampe for det danske U21-landshold.
Han har bl.a. spillet i hollandske Heerenveen, for OB i den danske Superliga samt norske Stabæk, som han skiftede til i april 2013.